# Sararanga philippinensis
Sararanga philippinensis är en enhjärtbladig växtart som beskrevs av Elmer Drew Merrill. Sararanga philippinensis ingår i släktet Sararanga och familjen Pandanaceae. Inga underarter finns listade.